# 14835 Holdridge
14835 Holdridge (1987 WF1) là một tiểu hành tinh vành đai chính được phát hiện ngày 16 tháng 11 năm 1987 bởi C. S. Shoemaker và E. M. Shoemaker ở Đài thiên văn Palomar.